# Igreja de São Sebastião (Manaus)
A Igreja de São Sebastião é um templo religioso da Arquidiocese de Manaus. Localiza-se na rua 10 de Julho, com sua frente voltada para o Largo de São Sebastião, no Centro do município de Manaus. Inaugurada em 1888 e elevada à categoria de paróquia em 1912, é uma das igrejas mais antigas da cidade. Foi tombada em 1988 como Patrimônio Histórico pelo Conselho Estadual de Defesa do Patrimônio Histórico e Artístico do Amazonas – CEDPHA.
Com mais de 130 anos, destaca-se pela devoção de centenas de católicos, pela localização privilegiada e por seu estilo eclético, com alguns elementos de vários diferentes estilos, como o gótico e o neoclássico. Seu interior é marcado por painéis e vitrais europeus, bem ao estilo da época no começo do ciclo da borracha no estado.

## História

### Primórdios

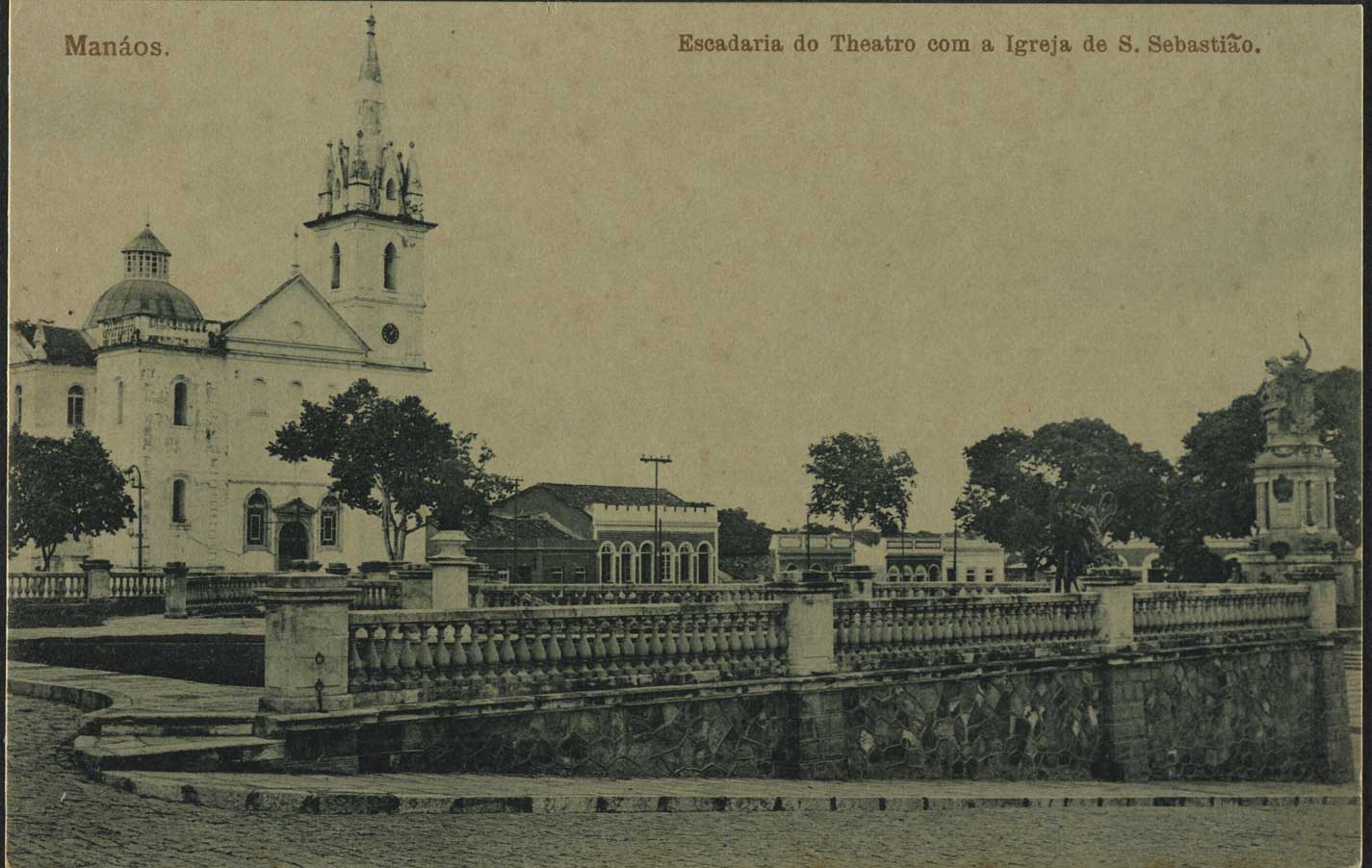
A Igreja de São Sebastião em 1909.

A primeira capela de São Sebastião erguida em Manaus data de 1859, e servia de capela aos membros leigos da Irmandade de São Sebastião. Era uma ermida em madeira, coberta de palha, instalada  na antiga rua Conde D’Eu, atual Monsenhor Coutinho, Centro.
A referência mais antiga, contudo, acerca do início da construção da igreja que existe atualmente é de 1868, quando o presidente provincial Leonardo Ferreira Marques, em seu Relatório de passagem de governo, de 26 de novembro daquele ano, diz que a obra da capela de São Sebastião, contratada junto a Leonardo Malcher, iria ser iniciada.
A conclusão desta capela se daria somente em dezembro de 1870 – data da chegada do frei Jesualdo Macchetti de Lucca. Aliás, sobre esse missionário, vale ressaltar que ele faleceu em 11 de junho de 1902 e foi enterrado no cemitério São João Batista. Três décadas depois, em 27 de abril de 1933, os seus restos mortais foram trasladados para a igreja que ele ajudara a construir. A partir da associação com os frades franciscanos, esta capela seria substituída por um projeto maior, capitaneado pelo frei Jesualdo Macchetti.

### Projeto

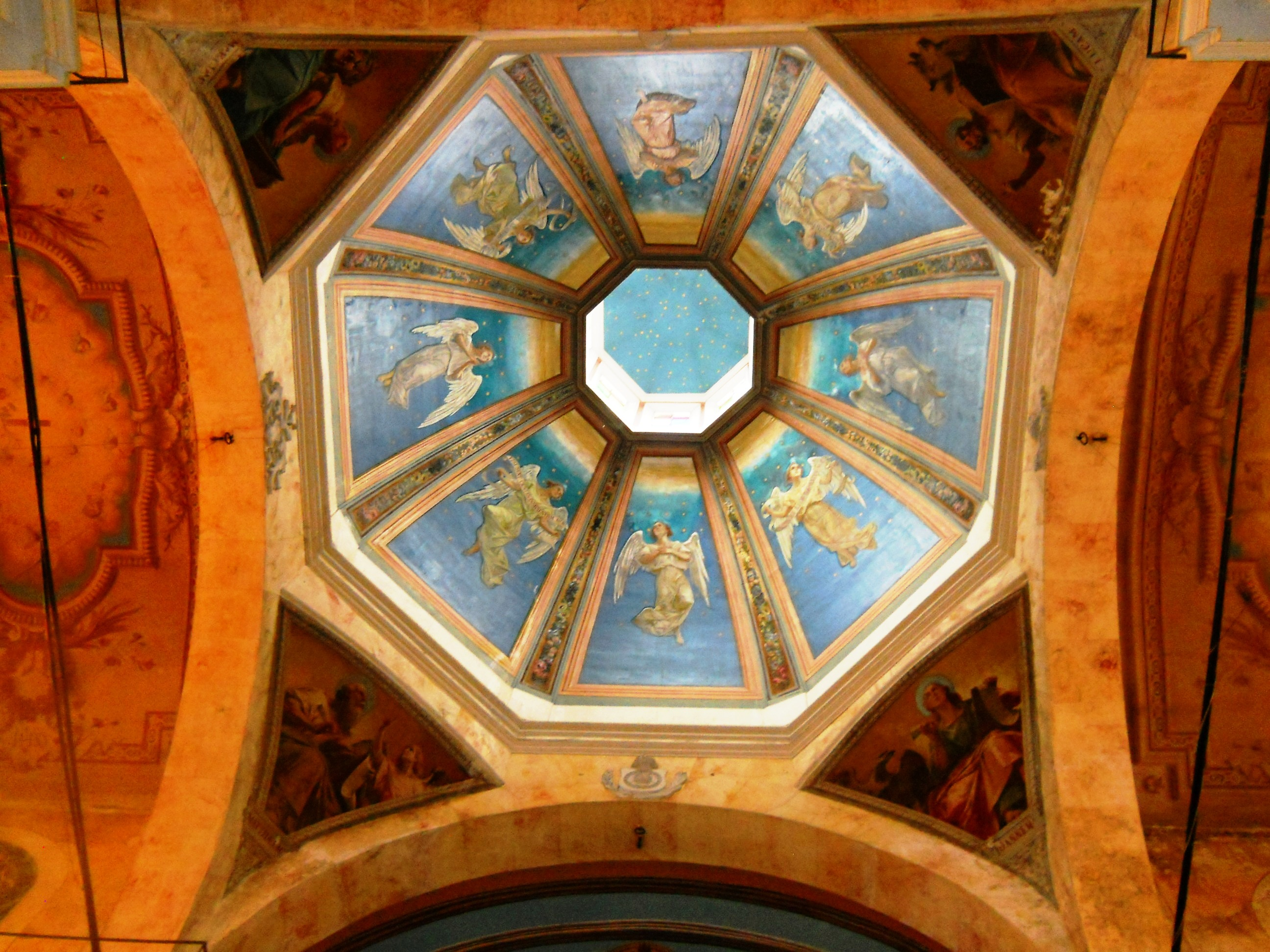
Artes na cúpula da igreja.

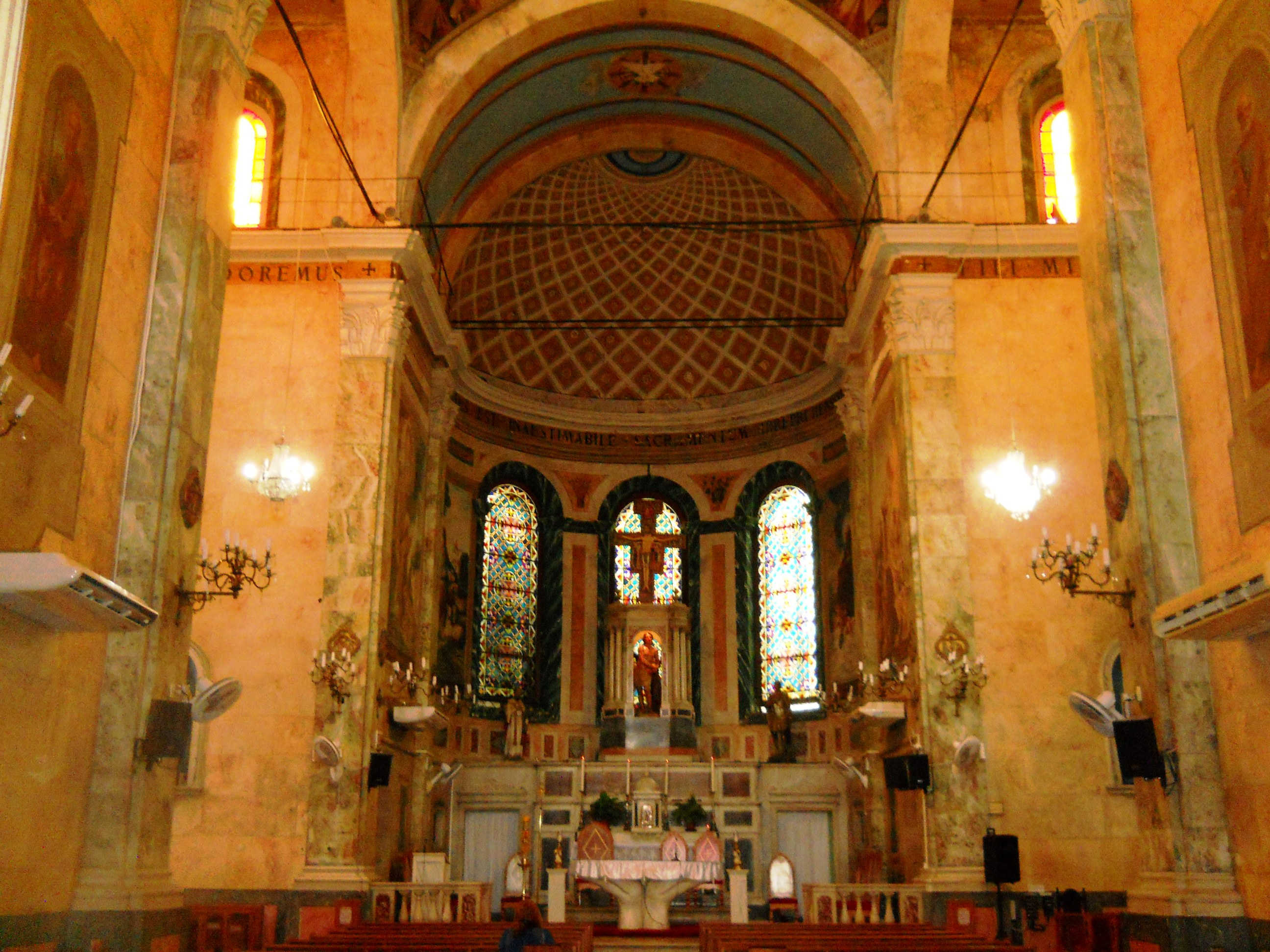
Interior da Igreja de São Sebastião.

A planta da nova igreja foi organizada por Sebastião José Basílio Pyrrho, o mesmo que projetou a atual Catedral Metropolitana de Manaus.
Com o templo ainda em obras, em maio de 1877, o presidente da Província, Domingos Monteiro Peixoto, autorizou a utilização de materiais que sobraram das obras da atual Matriz para o erguimento da nova igreja de São Sebastião..
Sete anos depois, em 24 de setembro de 1884, contratou-se Ambrósio Bruno Candis para a construção do teto, das cimalhas, do estuque, dos forros das abóbadas e dos altares.

### Inauguração
Entretanto, em outubro de 1886, Candis retirou-se da Cidade e deixou a igreja inacabada. Seu contrato foi rescindido no ano seguinte, em 21 de janeiro de 1887, e a obra foi assumida pela Repartição de Obras Públicas.
Superadas as dificuldades, no dia 7 de setembro de 1888, às 7:30, Frei Jesualdo Macchetti pôde benzer a nova e atual Igreja de São Sebastião contando com autoridades civis, militares, eclesiásticas e os fiéis. Por volta de 1890, ainda houve a tentativa de se construir a segunda, o que não chegou a acontecer.
Em 15 de agosto de 1906, a igreja foi entregue aos padres Capuchinhos Lombardos, da Itália. Em 14 de setembro de 1909, com a saída destes para a missão do Pará, foram substituídos pelos também italianos Capuchinhos da Umbria.

### Elevação à categoria de paróquia
Em 8 de setembro de 1912 a Igreja de São Sebastião celebrou sua elevação à categoria de paróquia – antes era apenas uma capela – situada na rua 10 de Julho, no Centro Histórico de Manaus. A igreja foi o terceiro templo católico de Manaus a ganhar status mais importante da religião, após a Catedral de Manaus e a Igreja dos Remédios. Em 8 de setembro de 2012 a igreja celebrou o centenário de sua elevação à categoria de paróquia.

### Casamentos
Com tanta tradição e admiração dos fiéis, a igreja de São Sebastião é uma das preferidas para a realização de casamentos em Manaus. A fila para casar na igreja dos padres capuchinhos chega a ter um ano de espera, mas, segundo os fiéis, vale muito a pena esperar para casar num templo de tamanha história.